# Dendrocalamus strictus
Dendrocalamus strictus là một loài thực vật có hoa trong họ Hòa thảo. Loài này được (Roxb.) Nees mô tả khoa học đầu tiên năm 1835.

## Hình ảnh

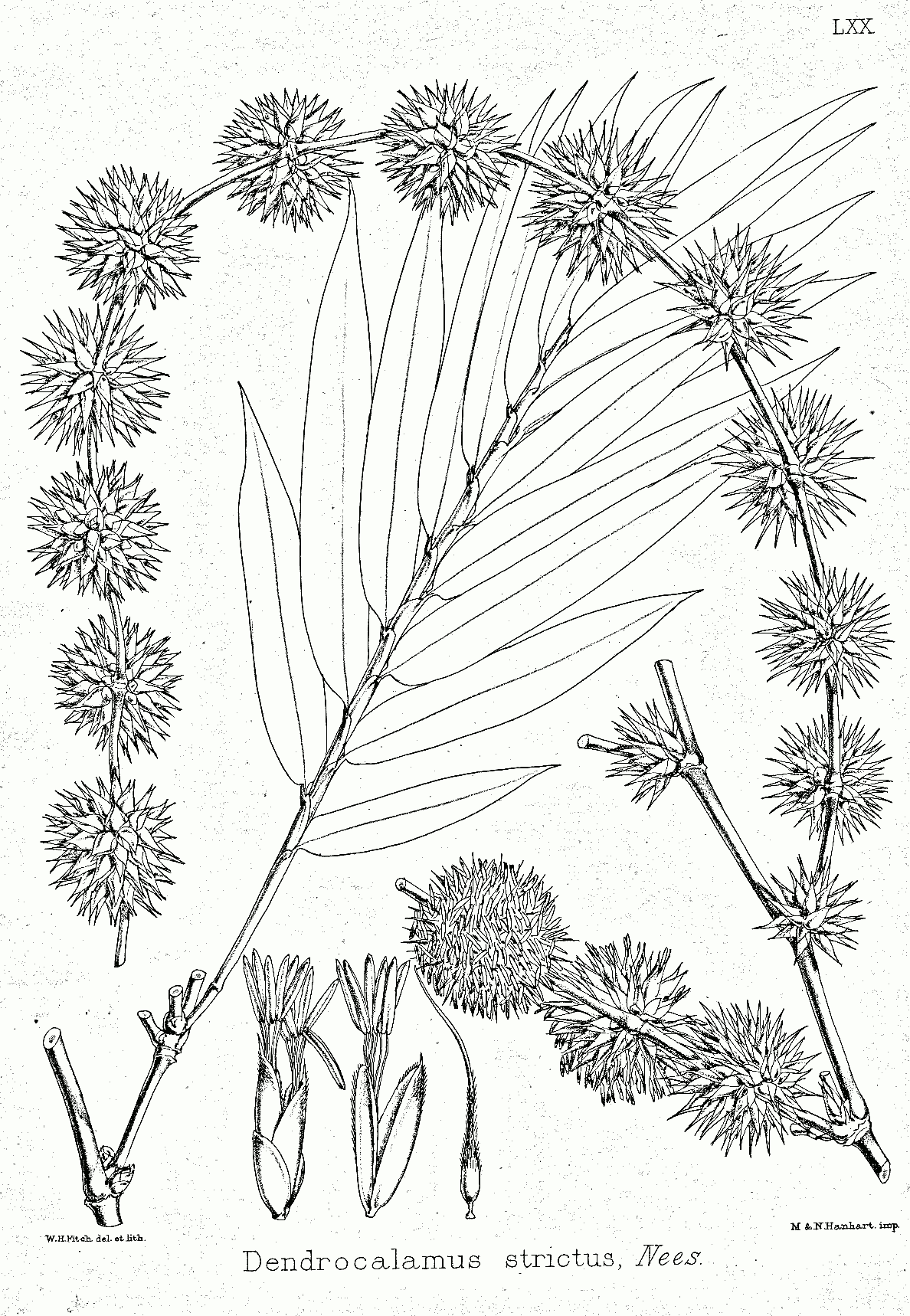